# Alexandrina Barbosa
Alexandrina Cabral Barbosa (ur. 5 maja 1986 w Lizbonie) – portugalska piłkarka ręczna, reprezentantka kraju, grająca na pozycji lewej rozgrywającej.
Od sezonu 2012/13 występuje w rumuńskim C.S. Oltchim Râmnicu Vâlcea.

## Sukcesy
- wicemistrzostwo Rumunii  (2009)
- mistrzostwo Hiszpanii  (2011, 2012)
- puchar Królowej  (2008, 2011, 2012)
- finalistka Ligi Mistrzyń  (2011)